# Mutoscopi

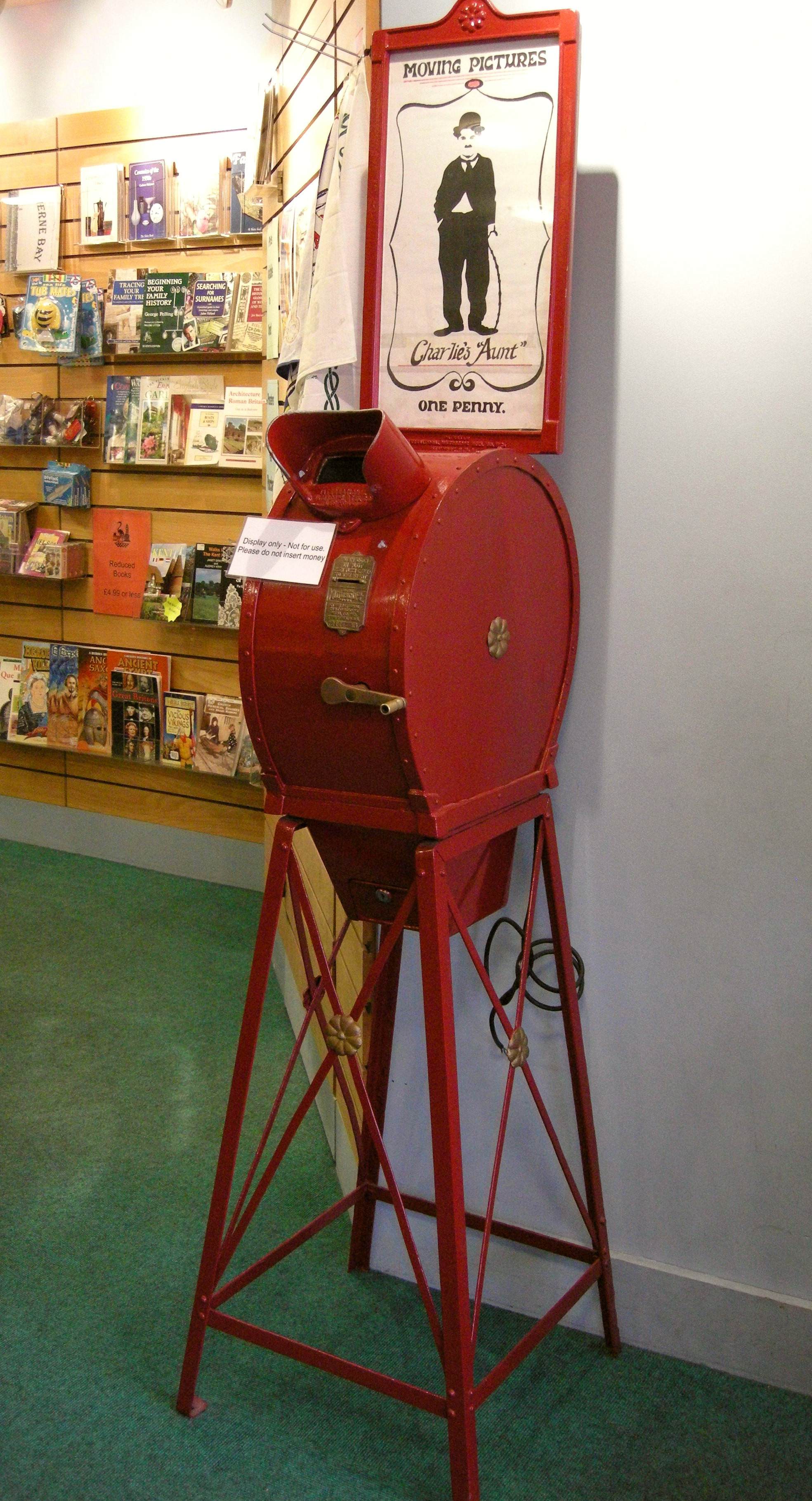
Un mutoscopi a Herne Museum de Badia

El mutoscopi és un dispositiu de fotografia de moviment primerenc, inventat per W.K.L. Dickson i Herman Casler, posteriorment patentat per Herman Casler el 21 de novembre de 1894. Com el Kinetoscopi de Thomas Edison, l'aparell no projectava en una pantalla la imatge, només era capaç de mostrar les imatges en moviment a una sola persona a través d'una lent. Més barat i més senzill que el Kinetoscopi, el sistema, comercialitzat per American Mutoscope Company (més tard American Mutoscope and Biograph Company), va dominar ràpidament el sistema d'escurabutxaques que havia popularitzat el peep-show d'Edison. 

## Funcionament
El funcionament del mutoscopi es basava en la tècnica del foliscopi: contenia una sèrie d'imatges que variaven gradualment entre elles, de manera que quan es passaven ràpidament, aquestes semblaven animacions dotades de moviment. Les imatges eren simples còpies de fotografies en blanc i negre, però en comptes d'estar lligades com un petit llibre, eren col·locades en un cilindre, com una gran Rolodex. Cada bobina es componia d'unes 850 targetes amb imatges que permetien un visionat d'aproximadament un minut de durada. La bobina d'imatges tenia un diàmetre de 25 cm i la mida de les imatges individuals normalment oscil·lava entre les dimensions següents: 2 3⁄4" × 1 7⁄8" (7 cm × 4,75 cm).
El mutoscopi treballava amb un sistema d'escurabutxaques. Després d'haver inserit una moneda, el client podria veure el curtmetratge a través d'una petita lent disposada a la part superior de la màquina. L'aparell funcionava amb electricitat, però la bobina es girava manualment mitjançant una maneta a la base. Cada màquina va ser dedicada a la presentació d'una sola bobina d'imatges, és a dir, només és podia veure un seguit d'imatges concretes a cada aparell. Aquestes imatges en moviment eren presentades per un cartell usualment de xapa. 
El client podia controlar la velocitat i la direcció d'avanç de la projecció. La maneta podia girar cap endavant o cap enrere. Els mutoscopis més complexos fins i tot realitzaven canvis de llum per aparentar diferents moments del dia.  

## Fabricació
Els mutoscopis van ser fabricats principalment entre 1895 a 1909 per la American Mutoscope and Biograph Company. Al 1920 el Mutoscopi i la seva llicència de patent era de William Rabkin, qui va crear la seva pròpia empresa, l'International Mutoscope Debanar Company, la qual va fabricar noves sèries d'imatges i també noves màquines entre 1926 i 1949.
El terme "Mutoscope" ja no és una marca registrada en els Estats Units. La seva fabricació és en l'actualitat inexistent, de manera que els aparells que encara es conserven són peces de col·lecció d'alguns museus o cases de particulars. Tanmateix, l'any 2004 l'estatunidenc Joe Freedman va elaborar el Retroscope, un artefacte inspirat en el mutoscopi original fabricat l'any 1894. Aquesta versió petita del mutoscopi constava només de 36 targetes o cartes en l'interior. Amb l'ajuda d'una animadora de Minnesota, anomenada Anna Taberko, Freedman va impulsar amb èxit una campanya de crowfunding per a crear una versió millorada i més avançada de l'artefacte que havia desenvolupat el 2004. D'aquesta manera va aconseguir elaborar una nova versió que incloïa un total de 60 targetes.

## Ús
Els mutoscopis es van convertir en productes destinats a l'oci popular, especialment en el Regne Unit. Aquests artefactes es trobaven en les entrades de sales de jocs, a molls i passeigs marítims. No obstant això, l'entrada d'un nou sistema de cobrament l'any 1971 va complicar el vigent funcionament d'aquestes màquines, que funcionaven amb un sistema d'escurabutxaques. Com que els mecanismes de moneda eren difícils de convertir, molts mutoscopis es van destruir i d'altres van ser exportats a Dinamarca. La nova instal·lació va incloure a les màquines l'opció d'introducció de bitllets.
Els mutoscopis van cobrar un sentit, generalment, més pornografic després de la popularització del cinema, a Dinamarca (on es van popularitzar) i al Regne Unit.

## Resposta pública
El diari The San Francisco Call va imprimir una peça curta sobre el Mutoscopi el 1898, on mencionava la gran popularitat del dispositiu: "Vint màquines, totes diferents i amb divertides vistes... S'omple cada dia i nit amb visitants." Tanmateix, només uns quants mesos més tard, el mateix diari va fer una publicació en contra del Mutoscopi i les màquines similars: "...Un instrument nou ha estat col·locat en les mans del viciós per la corrupció de joventut (referent als usos pornogràfics)...Aquestes exposicions vicioses són mostrades dins de San Francisco amb ciutadants que son tan audasos com desvergonyits."
El 1899, The Times també va referir-se a l'invent com un objecte "viciós i desmoralitzant, espectacles de fotografia a les màquines escurabutxaques. És difícilment possible d'exagerar la corrupció del jovent, les figures de femelles nues van representant vida i emocions, fora de banys, seient com els models dels artistes...".

## Galeria d'imatges

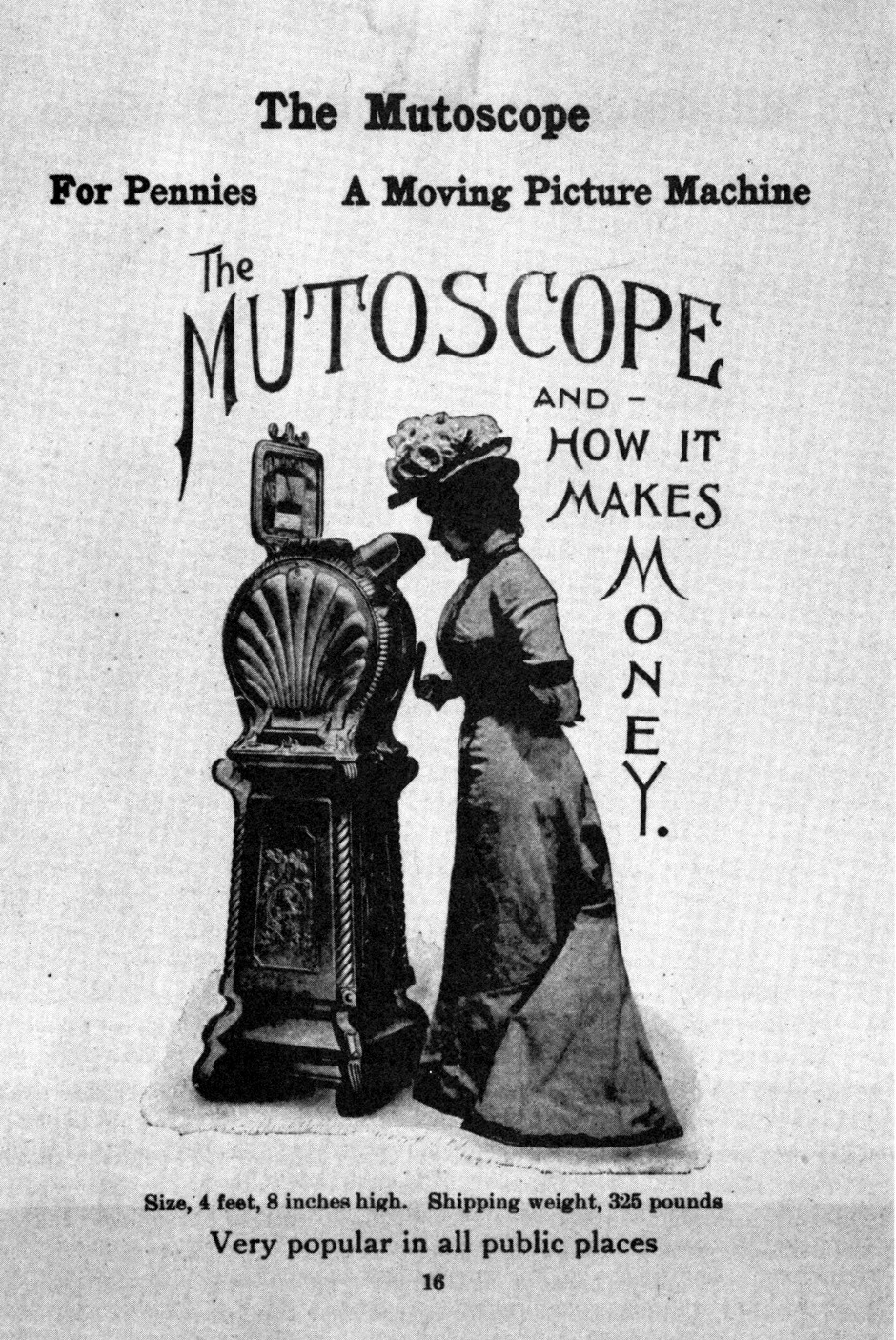
Un anunci de comerç de 1899
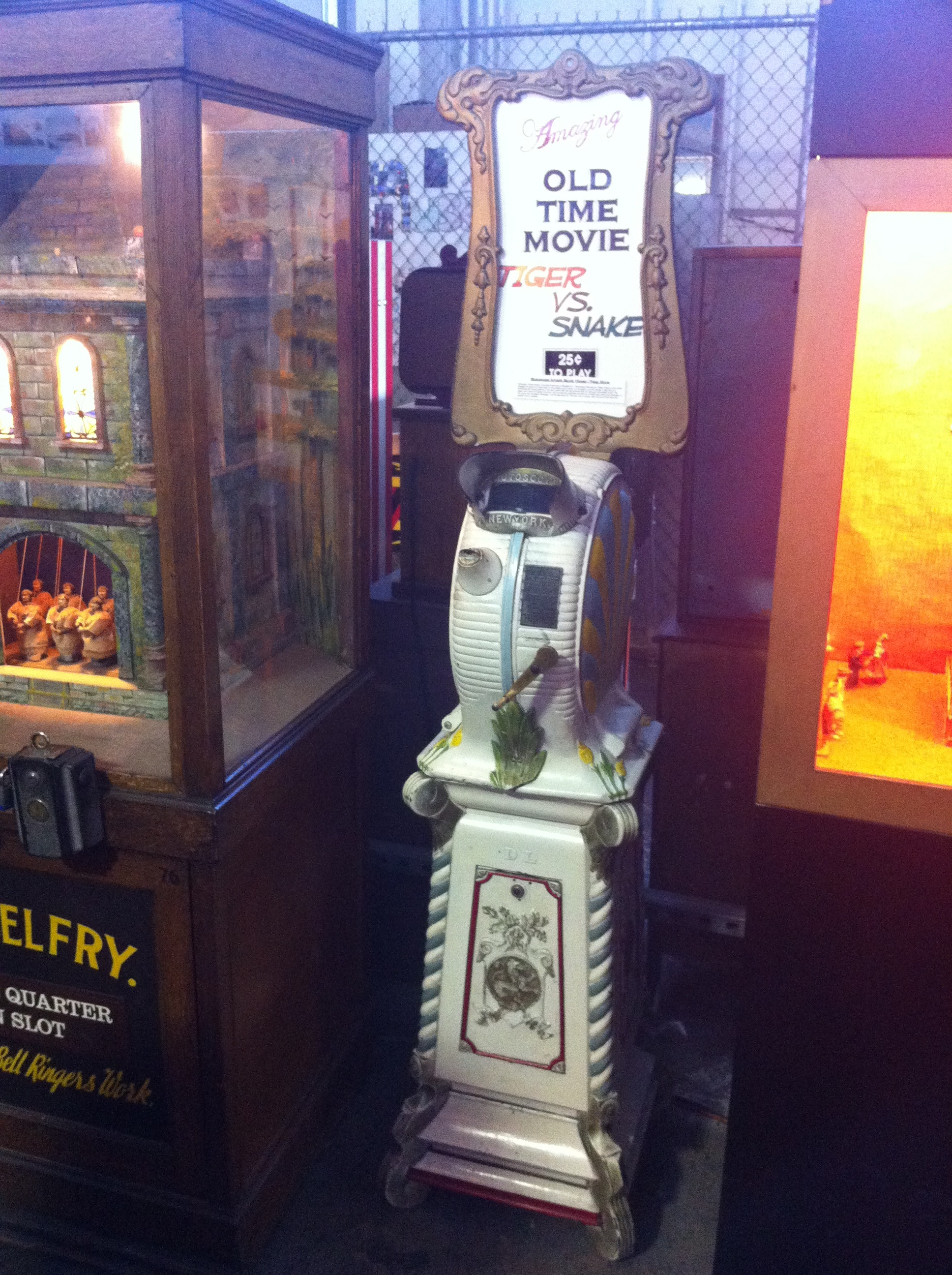
Mutoscopi a San Francisco amb l'arcada antiga